# My Story (musikalbum)
My Story är ett musikalbum av och med Jenny Berggren som utgavs den 13 oktober 2010. Detta är Berggrens första soloalbum.

## Låtlista
| Nr  | Titel | Längd |
| --- | --- | ----- |
| 1.  | Intro (King David, Simon Petrén, Jonah Nilsson)                                                             | 1:13  |
| 2.  | Free Me (Jenny Berggren, Simon Petrén, Terese Fredenwall)                                                   | 2:32  |
| 3.  | Living in a Circus (Simon Petrén, Terese Fredenwall, David Råsmark)                                         | 2:59  |
| 4.  | Spend This Night (Jakob Petrén, Jenny Berggren, Terese Fredenwall)                                          | 2:35  |
| 5.  | Dying to Stay Alive (Jenny Berggren, Simon Petrén, Jonah Nilsson, Staffan Birgersson, Terese Fredenwall)    | 3:36  |
| 6.  | Numb (Jenny Berggren)                                                                                       | 4:14  |
| 7.  | Gotta Go (Jenny Berggren, Simon Petrén, Jonah Nilsson, Staffan Birgersson, Terese Fredenwall, Jenny Jaurén) | 4:03  |
| 8.  | Here I Am (Jenny Berggren, Simon Petrén, Staffan Birgersson, Terese Fredenwall, Jenny Jaurén)               | 3:13  |
| 9.  | Give Me the Faith (Jakob Petrén, Jenny Berggren)                                                            | 4:55  |
| 10. | Beat of My Heart (Jenny Berggren, Martin Hedström, Simon Petrén)                                            | 3:25  |
| 11. | Air of Love (Jakob Petrén, Jenny Berggren, Terese Fredenwall)                                               | 3:22  |
| 12. | Natural Superstar (Jenny Berggren, Simon Petrén, Terese Fredenwall)                                         | 4:05  |
| 13. | Here I Am (Sthlm Sound Facility Radio Remix)                                                                | 4:07  |
| 14. | Going Home (Jenny Berggren, Jakob Petrén, Sam Mizell)                                                       | 3:55  |